# Physalaemus irroratus
Physalaemus irroratus es una especie de anfibio anuro de la familia Leptodactylidae.

## Distribución geográfica
Esta especie es endémica del estado de Minas Gerais en Brasil. Habita a unos 800 m de altitud en la Serra do Cariri en el municipio de Santa Maria do Salto.

## Publicación original
- Cruz, Nascimento & Feio, 2007 : A new species of the genus Physalaemus Fitzinger, 1826 (Anura, Leiuperidae) from Southeastern Brazil. Amphibia-Reptilia, vol. 28, n.º 4, p. 457-465[6]